# Završje Belečko
Završje Belečko est un village de la municipalité de Zlatar (comitat de Krapina-Zagorje) en Croatie. Au recensement de 2011, le village comptait 62 habitants.